# Panayiotis Demetriou
 Panayiotis Demetriou  (griechisch Παναγιώτης Δημητρίου, * 6. Mai 1939 in Strongylo) ist ein zyprischer Politiker der christdemokratischen Dimokratikos Synagermos (DISY). 

## Leben
Panayiotis Demetriou besuchte von 1957 bis 1959 die Pädagogische Akademie Zypern und absolvierte von 1965 bis 1968 ein Studium der Rechte (Barrister-at-Law). Seit 1970 ist er als Rechtsanwalt tätig. Er wurde zum Ritter der Ehrenlegion der Französischen Republik ernannt.

## Politik
In seiner Partei DISY war er 1989 Sekretär für Organisationsfragen der Demokratischen Sammlungsbewegung und war von 1994 bis 2003  im Vorstand. Von 1996 bis 2004 saß er als Vorsitzender des Rechtsausschusses im Repräsentantenhaus der Republik Zypern und war kurz vor dem Beitritt Zyperns in die Europäische Union als Beobachter des Parlaments beim Europäischen Parlament. Er war vorher von 1997 bis 2001 Vorsitzender der zyprischen Delegation in der Parlamentarischen Versammlung des Europarates.
Nach dem Beitritt Zyperns zur EU wurde Demetriou im Juni 2004 in das Europäische Parlament gewählt, dem er bis Juli 2009 als Mitglied der Fraktion der Europäischen Volkspartei angehörte. Demetriou war Mitglied im Ausschuss für bürgerliche Freiheiten, Justiz und Inneres. Zudem war er in den Delegationen zu den Parlamentarischen Kooperationsausschüssen EU-Armenien, EU-Aserbaidschan und EU-Georgien sowie in der Delegation für die Beziehungen zu Indien. 